# Sangamoniano
Periodo Sangamoniano, stadio Sangamoniano o periodo interglaciale di Sangamon (Sangamonian stage e Sangamon interglacial in statunitense) sono i termini usati in Nord America per designare l'ultimo periodo interglaciale.
Lo stadio Sangamoniano rappresenta il periodo tra 122.000 e 132.000 BP, che equivale al sottostadio isotopico marino 5e (MIS 5e) od al periodo Eemiano in Europa. In questo caso, lo stadio Sangamoniano nella scala temporale precede lo stadio Wisconsiniano e segue lo stadio Illinoiano.
Nel suo utilizzo più comune in Nord America, viene utilizzato per il periodo di tempo compreso tra 75.000 e 125.000 BP. Questo intervallo temporale corrisponde allo stadio isotopico marino 5 nella sua interezza (MIS 5), o all'insieme dei periodi Eemiano e Weichseliano antico in Europa settentrionale.

## Definizione
Lo stadio Sangamoniano è definito sulla base del Sangamon Soil (suolo di Sangamon), un paleosuolo sviluppato in colluvium e più antichi till glaciali e löss. Questo suolo è sovrastato da till o löss del Wisconsiniano.
Le sezioni tipo correnti per lo stadio Sangamoniano sono la sezione Rochester nella parte orientale della contea di Sangamon e la sezione Chapman nella contea di Morgan, in Illinois.

## Correlazioni
Nel suo uso tipico e più ampio, in Nord America, lo stadio Sangamoniano è equivalente a tutto lo stadio isotopico marino 5 (MIS 5), tra 75.000 e 125.000 BP.
Lo stadio Sangamoniano corrisponde al periodo interglaciale Riss-Wurm e, in senso lato, non è temporalmente equivalente all'Eemiano in Europa.
Invece, nel suo uso molto meno comune, lo stadio Sangamoniano, in senso stretto, è equivalente al sottostadio marino isotopico 5e (MIS 5e) o all'Eemiano in Europa. In questo caso, l'insieme dei sottostadi isotopici marini 5a, 5b, 5c e 5d sono definiti collettivamente stadio Eowisconsiniano.
Ricerche relative all'età e al grado di sviluppo del suolo Sangamoniano dimostrano che esso si sviluppò attivamente, almeno, su tutto lo stadio isotopico marino 5, che è un periodo di tempo compreso tra 75.000 e 125.000 BP. 
In Nord America, a causa del continuo sviluppo del suolo di Sangamon negli Stati Uniti medio occidentali e del limitato sviluppo delle calotte glaciali durante i sottostadi isotopici marini 5a, 5b, 5c e 5d, lo stadio Sangamoniano, a differenza dell'Eemiano in Europa, è considerato come comprendente tutto lo stadio isotopico marino 5.

## Date
L'inizio dello stadio Sangamoniano è vincolato dalle date determinate tramite luminescenza otticamente stimolata (OSL), ottenute dai depositi fluviali della Formazione di Pearl e dai till glaciali illinoiani della Formazione di Glasford, che riempiono un'antica e sepolta valle del fiume Mississippi nell'Illinois centro-settentrionale. La datazione dei sedimenti fluviali sovrastanti il più recente till glaciale della Formazione di Glasford (Membro Radner) ha prodotto date OSL di 131.000 BP in media. Queste date dimostrano che lo stadio Illinoiano è terminato e lo stadio Sangamoniano è iniziato circa 125.000 BP, confutando una data d'inizio dello stadio Sangamoniano compresa tra il 220.000 e il 450.000 BP, come riportato da pubblicazioni meno recenti.